# جامع فاطمة الزهراء (الأنبار)
جامع فاطمة الزهراء من مساجد العراق الحديثة والكبيرة، ويقع في منطقة الإقامة، في قضاء الرمادي في محافظة الأنبار، وبني في عام 1418 هـ/1998م، والجامع مستلم من قبل ديوان الوقف السني في العراق وحالتهُ مضبوطة ولقد بني على نفقة المتبرع (محمد سالم فتيح)، وتبلغ مساحة الجامع 1866م2، ويحتوي الحرم على مصلى مساحته 800م2 ويتسع لأكثر من 1000 مصل، وفي الجامع قاعة كبيرة أسمها قاعة الزهراء لأقامة المناسبات الدينية ومجالس العزاء، وفيهِ أيضاً غرفتان مخصصة للإمام والخدم، وتقام في الجامع حالياً صلاة الجمعة وصلاة العيدين والصلوات الخمس.
ومقابل الحرم توجد فسحة واسعة، وتعلو مبنى الجامع منارة مئذنة شيدت حديثاً من الكونكريت والطابوق، ويحتوي الحرم على منبر ومحفل لقراء القرآن مصنوعان من خشب الصاج.
وعدد المصلين في الجامع لا يتجاوز 30 شخصا في الصلوات الخمس، بينما يزيد العدد إلى 500 مصل في صلاة الجمعة.
وحالياً تقام في المسجد دورات لأجل تحفيظ القرآن في العطلة الصيفية للمدارس، حيث يتخرج من المسجد قرابة (100 طالب وطالبة) كل عام من مختلف الأعمار، ويتم تحفيظهم أجزاء من القرآن، بالإضافة إلى بعض الأمور الفقهية والآداب الإسلامية.

## الأضرار بسبب الحرب
- في يوم الخميس 20 آذار 2014م حدث تفجير لأنتحاري بواسطة حزام ناسف في داخل قاعة الزهراء المقام فيها مجلس العزاء لأحد قادة الصحوات وهو (الرائد نصر العلواني)، وأدى التفجير إلى قتل وجرح الكثير من أهل الرمادي الحاضرين في المسجد، حيث بلغ عدد الضحايا أكثر من 58 قتيلاً وعدداً كبيراً من الجرحى.[1]